# Фрейре, Жилберту
Жилберту ди Ме́лу Фре́йре (Фрейри, порт. Gilberto de Mello Freyre; 15 марта 1900, Ресифи — 18 июля 1987, там же) — бразильский социолог, антрополог, историк и писатель
 консервативного направления. Автор концепции расовой демократии, подкрепляющей идеи лузотропикализма, иберотропикализма и тропикологии, согласно которым Бразилии принадлежит роль лидера испано-португальского мира в тропиках.

## Биография
Окончил Бэйлорский университет в Уэйко (США), затем до 1923 года обучался в Колумбийском университете.
В 1926 году организовал первый Северо-восточный региональный конгресс в Ресифи и опубликовал «Манифест регионалиста». В 1928—1930 годах работал профессором в Государственной нормальной школе в Пернамбуку, а в 1935—1938 годах — в университете Рио-де-Жанейро.
Пионер социологических исследований. Организатор социологических исследований и факультетов социальных наук во многих бразильских университетах. В 1934 году был основным претендентом на проведение первого конгресса специалистов афробразильских исследований.
Автор работ, воссоздающих этапы формирования бразильского общества от его истоков в XVI веке, с особым акцентом на проблемах рабства, в частности «Sobrados e mucambos» (1936) и «A casa brasileira» (1971). Но самой известной книгой Фрейре на эту тему, была книга «Casa-Grande & Senzala» (Дом хозяина и лачуга раба), опубликованная в 1933 году. В ней Фрейре определил некоторые причины явления — близкие отношения между хозяевами и рабами в Бразилии до освобождения последних в 1888 и мягкий характер португальской колониальной политики, не разделявшей людей на строгие расовые категории. Фрейре предсказывал усиление метисации населения Бразилии, постепенное его «отбеливание» и превращение в особую, высшую «мета-расу».
Со временем идеи Фрейре, идеализирующие прошлое страны и идиллически изображавшие отношения белых плантаторов и рабов африканского происхождения, стали широко известными среди бразильцев. Представление о концепции афро-лузо-бразильской солидарности и расовой демократии в Бразилии стало предметом национальной гордости бразильцев, позитивной противоположностью засилия расовых предрассудков в США. Впоследствии оно подвергалось пересмотру критическими авторами, включая Фернанду Энрики Кардозу.
Фрейре также принадлежит ряд социологических очерков о социально-экономическом развитии северо-восточного региона Бразилии и попытках увязать эту модель с португалоязычными африканскими народами.
В 1949 году он представлял Бразилию на форуме Генеральной Ассамблее ООН.
В 1963 году награждён Литературной премией Машаду де Ассиса.

## Избранные труды
- The Masters and the Slaves: a study in the development of Brazilian civilization (1933, «Casa-Grande & Senzala»)
- New World in the Tropics: the culture of modern Brazil
- The Mansions and the Shanties: the making of modern Brazil (1936).
- The Northeast: Aspects of Sugarcane Influence on Life and Landscape (1937)
- Sugar (1939)
- Olinda (1939)
- A French Engineer in Brazil (1940)
- Brazilian problems of Anthropology (1943)
- Continent and Island (1943)
- Sociology (1945)
- Brazil: an interpretation
- The English in Brazil, 1948
- Cape Verde Visited by Gilberto Freyre, 1956
- Order and Progress: Brazil from monarchy to republic
- Recife Yes, Recife No (1960)
- Men, engineering and social routes (1987)

## Память
- Его имя носит ныне Международный аэропорт Гуарарапис имени Жилберто Фрейре в Ресифи.